# Osvaldir & Carlos Magrão
Osvaldir & Carlos Magrão foi uma dupla brasileira de música regional gaúcha formada pelos amigos Oswaldir Didoné Souto,e Carlos Eugênio Knop,estiveram em ativa no cenário musical gaúcho de 1985 a 2017 lançando 16 álbuns de estúdio e um ao vivo em 32 anos.
Dentre os sucessos da dupla estão as músicas "Lago verde azul", "Nós, "A patroa tá dando choque", "Outras Fronteiras"  "Querência Amada" etc.

## História

### 1985-1990: Do Bar Recanto Nativo à São Paulo
Oswaldir Didoné Souto tinha uma longa trajetória em grupos de baile na cidade de Passo Fundo, como Os Invencíveis, Banda Um e também no Raiz Nativa. Em 1985 ele abriu um bar destinado a levar a música nativista gaúcha que ficou muito conhecido como Recanto Nativo trazendo nomes como Luiz Carlos Borges, Dante Ramon Ledesma, Rui Biriva, entre outros. Formou uma dupla com Pedro Neves no qual tocava baixo. O encontro com o musico Carlos Magrão aconteceu durante as filmagens de um videoclipe de um amigo em comum, o Dutra, e ao ser convidado nesse encontro, Magrão aparece em Passo Fundo com um acordeon Todeschini e surge a dupla. Oswaldir troca o baixo pelo violão e a dupla começa a se tornar durante 5 anos uma das principais atrações do Recanto Nativo. 
Em 1988 gravam o primeiro disco de vinil intitulado Versos, Guitarra e Caminho pela gravadora ACIT, surgida seis anos antes em Caxias do Sul, e que esta se tornou referência em lançamentos destinados a artistas do Sul. O disco foi realizado com a ajuda financeira de amigos, com a presença de integrantes do grupo Os Serranos: o baterista Iti e o guitarrista Amaro Peres, trazendo as canções Um Pito, Santa Helena da Serra, Bugio da Campanha, Surungo no Campo Fundo e Melô do Cruzaids - esta com a qual venceram a sétima edição do festival Seara da Canção em Carazinho (RS).
Partem para uma série de 5 concertos em Santa Catarina a bordo de uma Caravan vermelha para promover o primeiro álbum, conseguindo vender 700 cópias. Em 1989 mandam a fita da música Tetinha - uma brincadeira da dupla com a questão do nepotismo político no país - concorrendo com 2.164 canções no Festival Rimula Shell de Música Regional Brasileira, realizado na lendária casa de espetáculos Olympia rm São Paulo.
Tetinha, que mal havia passado anteriormente nas classificatórias em Palmeira das Missões, durante o festival Carijo da Canção, pois Magrão errara um dos trechos. A sorte foi no Olympia, e usaram uma estratégia certeira na visão deles:
“Liguei para integrantes de dois CTGs em São Paulo e convoquei o pessoal. Compraram mais de cem luvas de borracha e encheram com gás. Quando subimos ao palco, eles soltaram as luvas imitando balões de tetinhas. Imagina a gauchada pilchada em pleno Olímpia. Foi outro momento marcante para a dupla.” - Oswaldir, em entrevista para o jornal O Nacional.
A canção Tetinha conseguiu chegar à final do festival, vindo a vencerem este levando a gauchada presente no Olympia à uma festa. E foi com Tetinha que algumas portas se abriram fora do Sul: a começar por contatos com diversos nomes do sertanejo e uma nova gravadora, a Clave de Sol, de Eduardo Araújo, e por onde lançaram seu segundo disco chamado Ruas e Luas, que contava não somente com Tetinha entre as faixas, mas também com Estrada Velha, Vá Embora Tristeza (cover de José Mendes), Os Cardeais, Cantiga Para Um Amor Ausente e a primeira gravação da dupla para o tema Adeus Mariana, de Pedro Raimundo. 

## Discografia
- 1988 - Versos, Guitarra e Caminho
- 1990 - Ruas e Luas
- 1993 - Velha Gaita
- 1994 - Festeral
- 1996 - Querência Amada
- 1998 - Lago Verde Azul
- 2000 - Tchê Music
- 2002 - Pampa na Garupa
- 2003 - Gaúcho Amigo
- 2004 - China Atrevida
- 2005 - Da Cor do Brasil
- 2007 - Tradição Gaúcha
- 2008 - Lua Bonita
- 2010 - Clássicos
- 2011 - O Bar Recanto Nativo
- 2013 - 25 Anos Ao Vivo
- 2015 - De Tudo Um Pouco
- 2017 - 32

## Banda de Apoio
Vários músicos dos castings das gravadoras formavam tanto a banda de apoio quanto aos músicos que ajudavam a produzir os instrumentais dos CDS, entre eles:
- Toro: Baterista que acompanhou a dupla em diversas apresentações

- Everton Rosa: Baixista que teve passagens tocando para duplas sertanejas e recentemente integrou o Grupo Som do Sul

- Enéias De Bona: Gaiteiro de Apoio, que auxiliava Carlos Magrão quando este precisava cantar

- Ronaldo Florão: Guitarrista com passagens pelo grupo Tchê Sarandeio e atualmente integra a banda de Rogério Magrão

- Jauro Gehlen: Tecladista e Gaiteiro, que já tocou em festivais e também vinha acompanhando o grupo de Oswaldir

- Pedro Almeida: Era um dos vocais de apoio da dupla, é cantor nativista, teve passagem pelo Tchê Sarandeio e atualmente é prefeito de Santa Maria

- Outros: Amaro Peres, Wellington Bonfim, Evandro Lazzarotto, Fernando do Ó, Pedrinho Figueiredo, entre outros.

## Prêmios e indicações

### Prêmio Açorianos
| Ano  | Categoria                | Indicação                | Resultado |
| ---- | ------------------------ | ------------------------ | --------- |
| 2000 | Grupo de Música Regional | Osvaldir & Carlos Magrão | Venceu    |